# Curtiss-Wright CW-21

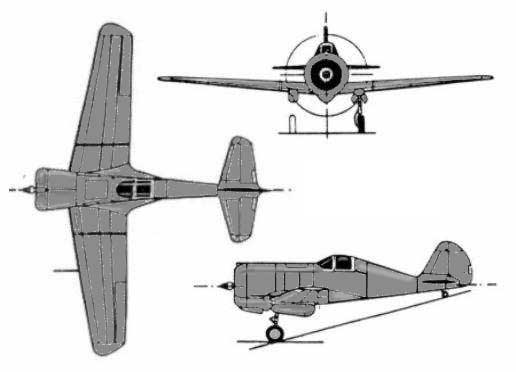

Curtiss-Wright CW-21 «Demon»— американський винищувач часів Другої світової війни.

## Історія створення
Наприкінці 1930-х років фірма Curtiss-Wright за власною ініціативою розробила на базі навчального літака Curtiss-Wright CW-19 так званий «легкий винищувач» Curtiss-Wright CW-21. Це був суцільнометалевий дюралюмінієвий низькоплан з крилом трапецієвидної форми. Стійки шасі складались назад в спеціальні обтічники. На літаку був встановлений двигун Wright R-1820-G5 потужністю 1000 к.с. Озброєння складалось з 12,7-мм та 7,62-мм кулеметів.
Прототип здійснив перший політ у вересні 1938 року. Випробування продемонстрували хорошу керованість та швидкісні характеристики. особливо вражала швидкість набору висоти — 24,4 м/с. Таких показників серійні винищувачі досягли лише наприкінці війни.
Проте армія США не зацікавилась літаком, і зусилля фірми були спрямовані на експорт.

## Тактико-технічні характеристики (CW-21B)

### Технічні характеристики
- Екіпаж: 1 чоловік
- Довжина: 8,28 м
- Висота: 2,71 м
- Розмах крил: 10,67 м
- Площа крил: 16,16 м²
- Маса порожнього: 1 534 кг
- Маса спорядженого: 2 041 кг
- Двигун: Wright R-1820-G5
- Потужність: 1 000 к. с.

### Льотні характеристики
- Максимальна швидкість: 505 км/г
- Крейсерська швидкість: 454 км/г
- Практична дальність: 1 014 км
- Практична стеля: 10 455 м

### Озброєння
- Кулеметне:
- 2 х 12,7 кулемети Browning M2
- 2 х 7,62 кулемети Browning М1919

## Варіанти
- CW-21 — прототип (2 екз.)
- CW-21 — варіант для Китайської республіки
- CW-21B «Interceptor» — варіант для Голландської Ост-Індії (24 екз.)

## Історія використання

### Китай
У лютому 1939 року прототип був доставлений в Нанкін, де він взяв участь у пробних повітряних боях з винищувачами, які були на озброєнні Китаю — І-15, І-16 та Dewoitine D.500. Крім того, у березні 1939 року, під час нальоту японської авіації на Чунцін CW-21 збив літак Fiat BR.20 зі складу японських ВПС. Наприкінці квітня був підписаний контракт, відповідно до якого фірма Curtiss-Wright зобов'язалась поставити 3 готових літаки та ще 27 у розібраному вигляді. Крім того, китайці викупили прототип.
Прототип був розбитий влітку 1939 року. 3 готові літаки були поставлені в Китай протягом 1940—1941 років та увійшли до складу американської добровольчої ескадрильї «Летючі тигри» (англ. Flying Tigers). Також були поставлені деталі для складання ще 27 літаків. Проте через загрозу японського наступу завод, де мали складатись літаки, був евакуйований в Ченду, а пізніше в Лойвін. Складання літаків йшло повільно, а під час одного з нальотів японської авіації завод разом з літаками був зруйнований.
З початком війни 3 готові літаки, які перебували в Бірмі, було вирішено переправити в Куньмін. Проте літаки були заправлені невідповідним паливом, внаслідок чого відмовили двигуни. Всі три літаки розбились, один льотчик загинув.

### Голландська Ост-Індія
У січні 1940 року фірма Curtiss-Wright підписала контракт з урядом Нідерландів на поставку 24 винищувачів модифікації CW-21. На літаках планувалось встановити бельгійські кулемети B-36. Але після того, як Німеччина захопила Нідерланди та Бельгію, 11 липня 1940 року уряд Нідерландів у вигнанні повторно підписав контракт на поставку 24 літаків з американськими кулеметами в Голландську Ост-Індію.
Всі літаки були поставлені на Яву у жовтні-грудні 1940 року. Вони були складені та облітані на аеродромі Андір поблизу Бандунга і у березні 1941 року увійшли до складу 2-ї ескадрильї (нід. 2e Afdelung) IV авіагрупи (нід. IV Vliegtuiggroep) голландських ВПС в Індокитаї.
На момент японського нападу на Яву у строю було 17 літаків CW-21. Решта через поломки використовувались як джерело запасних частин.
3 лютого 1942 року бід час нальоту на Сурабаю 9 з 12 літаків CW-21 були збиті. Також були збиті 7 інших голландських винищувачів, 5 інших літаків. Були знищені гідролітаки на стоянках та бомбардувальники на наземних аеродромах. Японські втрати склали 4 літаки Mitsubishi A6M.
Через два дні були втрачені ще 3 літаки, хоча голландцям вдалось збити японський A6M. 1 березня під час висадки японців на Яву був втрачений ще 1 літак. 3 березня були втрачені останні 3 CW-21.
Один літак був захоплений японцями. У 1945 році він був знайдений англійцями у звільненому Сінгапурі.

## Характеристика проекту
Літак CW-21 міг на рівних вести бій з найновішими японськими винишщувачами Mitsubishi A6M та Nakajima Ki-43. Він мав гіршу маневреність, ніж A6M, але більшу швидкість набору висоти. Характеристики CW-21 та Ki-43 також були співмірні, а за деякими параметрами CW-21 був кращим.
Недоліком CW-21 були відсутність бронювання та захисту паливних баків, проте це було характерно й для японських літаків. Проте загалом конструкція літака не була міцною, він часто ламався при посадці. А влучання одного 20-мм снаряда часто було достатнім для знищення літака.
Голландські льотчики вважали CW-21 кращими за Brewster F2A Buffalo та Curtiss P-36 Hawk.
Невдачі у бойовому застосуванні CW-21 пояснюються загальною стратегічною ситуацією на Тихоокеанському ТВД на користь японців, їх багатократною чисельною перевагою, недостатньою льотною підготовкою голландських льотчиків та недооцінкою бойових навичок свого супротивника.